# سباهي

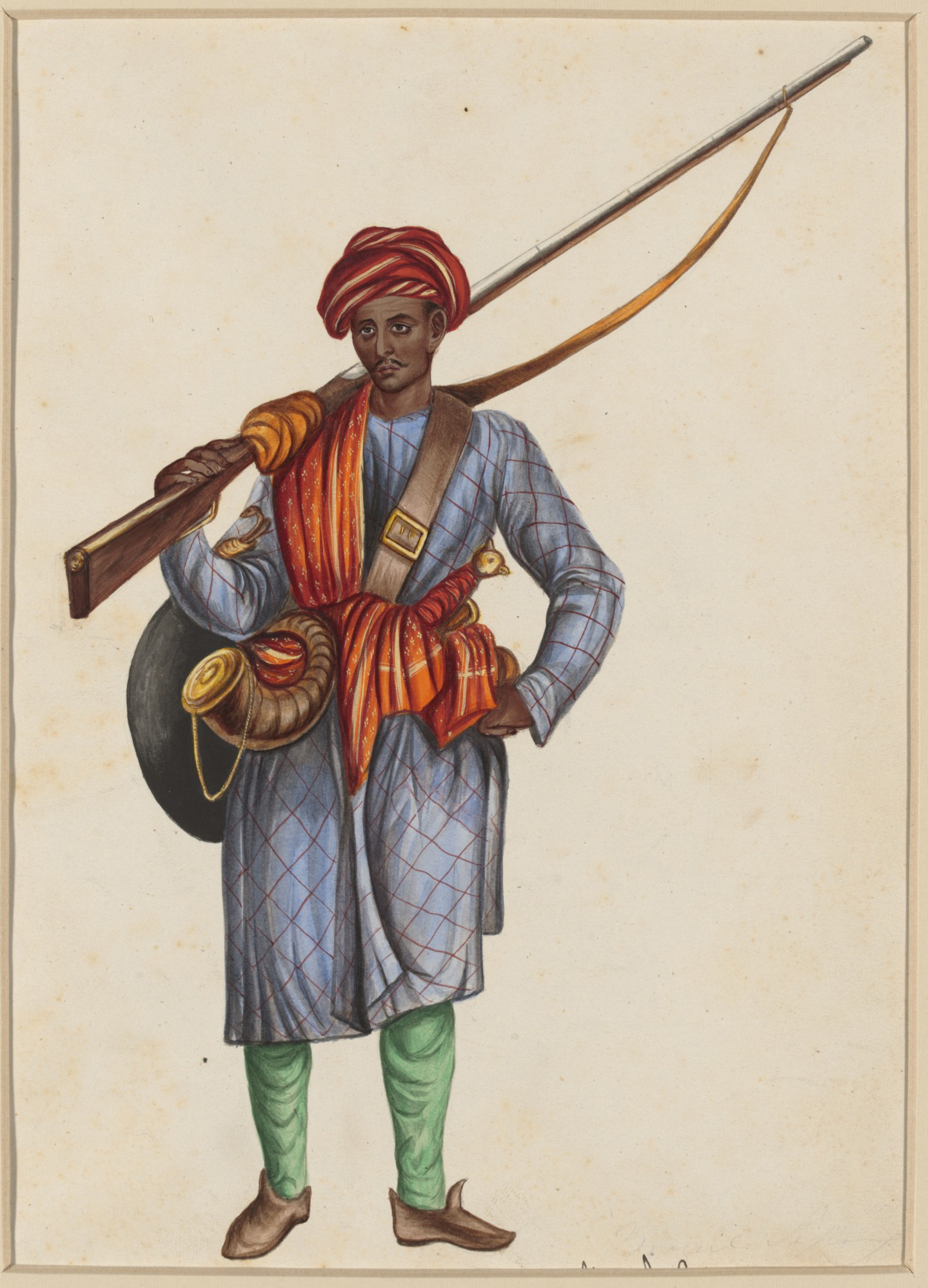
جندي من الجيش المغولي

سباهي (بالتركية: sipahi)‏ لقد استخدم العثمانيون هذا المصطلح للإشارة إلى الفرسان من الخيالة لهم نظام خاص.
وسيبوي (بالإنجليزية: Sepoy)‏ مصطلح مشتق من (سباهي) يمنح للجنود الهنود، ويستخدم مصطلح سيبوي الآن في الجيش الهندي، و الجيش الباكستاني، وكان جندي المشاة الهندي يسلح عادة ببندقية قديمة.
في القرن الثامن عشر كانت شركة الهند الشرقية الفرنسية ونظرائها الأوروبيون، يستخدمون جنوداً محليين من داخل الهند، يتألفون أساساً من المشاة، ويصنفون على إنهم سباهية. وكان أكبر عدد من هؤلاء الجنود يعمل لدى شركة الهند الشرقية البريطانية.
و هي فرق من الفرسان نظمت على اسس اقطاعية حيث كان السلطان يوزع ضرائب الاراضي الزراعية على قادة الجيش مقابل تقديم عدد من الفرسان المسلمين للجيش العثماني

## أصل الكلمة
كلمة (اسب) في اللغة الفارسية: تعني الحصان، و (سباهي): تعني الفرسان.
ومصطلح (سيبوي Sepoy) الإنجليزي مشتق من الكلمة الفارسية (سباهي)، التي تعني جندي المشاة التقليدي في سلطنة مغول الهند.